# Marvel: Ultimate Alliance 2
«Marvel: Ultimate Alliance 2» — консольная игра, являющаяся продолжением игры 2006 года «Marvel: Ultimate Alliance», основанная на эпическом событии, «Гражданской войне».
Среди основных персонажей есть такие известные герои комиксов, как Человек-паук, Росомаха, Халк, Веном, Фантастическая четвёрка  и другие.
В 2016 году вышло переиздание на XBOX ONE, PS4 и PC.

## Игровой процесс
Игровой процесс схож с первой частью игры и игровой серией X-Men Legends. Игрок может набирать команду из четырёх героев; членов команды можно менять прямо во время игры. В версиях для PlayStation 3 и Xbox 360 поддерживается возможность коллективной игры через PlayStation Network и Xbox Live соответственно.
Боевая система была улучшена, и теперь у двух персонажей есть возможность объединить свои силы для выполнения мощной Fusion-атаки. Каждый управляемый персонаж имеет свой уникальный приём. Во время игры персонажи повышают свой уровень опыта, получая новые способности и атаки.

## Сюжет
Замок Дума, Латверия. Один год до основных событий «Marvel Ultimate Alliance 2». Директор организации Щ.И.Т. Ник Фьюри и его отряд супер-героев, состоящий из Железного человека, Капитана Америки, Росомахи и Человека-паука, начинают Тайную войну, действуя под прикрытием и атакуя вражеских агентов. По пути они сталкиваются с несколькими членами команды супер-злодеев «Повелители зла», один из них — Лихач. Вскоре задание было успешно завершено, и команда покидает Латверию.
Спустя год, в Нью-Йорке появляется Виктор Фон Дум, который намеревается установить бомбу на Таймс-сквер и взорвать Манхэттен. Команде Ника Фьюри удаётся остановить Дум-ботов Доктора Дума и обезвредить бомбу. Но тем временем в Стэмфорде (Коннектикут) «Повелители зла» устраивают мощнейший взрыв, из-за которого погибают местные супер-герои (только одному из них, Мученику, удаётся выжить) и 612 гражданских лиц (в том числе и дети школьного возраста). Правительство называет этот инцидент невнимательностью супер-героев, а общество требует принятие «Акта о регистрации супер-героев». Правительство его принимает, и все мета-люди вынуждены его соблюдать, либо нарушать.
Далее игроку даётся выбор: на чьей он стороне? На про-регистрационной стороне, возглавляемой Железным человеком и Мистером Фантастиком или на анти-регистрационной стороне, возглавляемой Капитаном Америкой и Люком Кейджем.
Концовка будет зависеть от стороны, которую выбрал игрок в начале игры.

## Персонажи
В версии для Xbox 360 игрок может переключить костюм на альтернативный. Кроме того, что в основном у персонажей в качестве альтернативы идёт именно костюм, у некоторых в качестве альтернативы идёт другой похожий персонаж. Так, у Скорпиона (МакДональда Гаргана) это Веном (Эдди Брок), у Зелёного гоблина — Хобгоблин (Родерик Кингсли), а у Халка — Красный Халк (Таддеус Росс).

Халк

| Игровые персонажи                                                                                           | Игровые персонажи | Игровые персонажи                                                                                               | Игровые персонажи                                                                             | Игровые персонажи                                                                             |
| Общие | Общие | Общие | Платформ. эксклюзив                                                                           | Платформ. эксклюзив                                                                           |
| --- | --- | --- | --------------------------------------------------------------------------------------------- | --------------------------------------------------------------------------------------------- |
| - Капитан Америка f - Сорвиголова - Дэдпул - Гамбит - Зелёный гоблин - Халк f - Человек-факел - Человек-лёд | - Невидимая Леди - Железный человек f - Джин Грей - Люк Кейдж f - Мистер Фантастик f - Мисс Марвел - Нанит Ник Фьюри - Мученик      | - Певчая птица - Человек-паук f - Гроза f - Существо f - Тор f - Веном - Росомаха f                             | - Чёрная пантера e - Блэйд а - Кабель e - Карнаж e - Циклоп а - Железный кулак c              | - Джаггернаут d e - Магнито e - Псайлок а e - Часовой b - Женщина-Халк b                      |
| Общие боссы                                                                                                 | | |                                                                                               |                                                                                               |
| - А-Бомба c - Поглотитель а - Колосс c - Меченый c - Дэдпул - Дайамондбэк - Электро - Эквинокс c            | - Огненная звезда c - Зелёный гоблин - Серая горгулья а - Мрачный жнец c - Хавок c - Справедливость c - Люция фон Бардас f - Ящер а | - Магнето а e - Обезьяна-человек а - Расплавленный человек c - Мунстоун - Нанит Ник Фьюри f - Мученик - Ртуть а | - Радиоактивный человек а - Скорпион а - Лихач - Женщина-Халк c - Шокер - Женщина-паук c      | - Тинкерер - Человек-Титан c - Веном - Вихрь c - Зимний Солдат а - Чародей c - Чудо-человек c |
| Анти-регистрационные боссы                                                                                  | Анти-регистрационные боссы | Про-регистрационные боссы                                                                                       | Про-регистрационные боссы                                                                     | Другие персонажи                                                                              |
| - Бишоп c - Чёрная вдова - Меченый - Железный человек - Леди Смертельный Удар - Расплавленный человек c     | - Множитель а - Мистер Фантастик - Певчая птица - Женщина-Халк - Воитель c - Чудо-человек - Жёлтый жакет f                          | - Кабель - Капитан Америка - Плащ а - Колосс c - Кинжал - Огненная звезда c - Голиаф f                          | - Геркулес - Железный кулак - Патриот c - Продиджи c - Люк Кейдж - Множитель c - Женщина-паук | - Чёрная пантера - Мария Хилл - Нэморита - Ник Фьюри - Нитро - Нова - Спидбол                 |

↑ a эксклюзив для PS2, PSP и Wii

↑ b исключительно для Nintendo DS

↑ c Эксклюзив для PS3 и Xbox 360.

↑ d Ограниченный по времени бонус за предзаказ на PS3 и Xbox 360

↑ e Ограниченный по времени DLC, эксклюзивный для PS3 и Xbox 360.

↑ f Персонажи для Nintendo DS

## Критика
| Сводный рейтинг | Сводный рейтинг | Сводный рейтинг |
| Издание         | Оценка          | Оценка          |
| Издание         | PS3             | Xbox 360        |
| --------------- | --------------- | --------------- |
| GameRankings    | 76,21 %         | 76,12 %         |

Игромания пишет:
Marvel Ultimate Alliance 2 можно было бы смело рекомендовать всем, кто хоть чуть-чуть интересуется комиксами, если бы разработчики сумели дожать сюжетную кампанию. Хватило бы роликов между миссиями и редких подлинно героических моментов (например, бой с гигантским сверхзлодеем на нью-йоркских крышах или уничтожение четвероногого меха-танка)… Но без внятного сюжета MUA2 тускнеет и превращается в невыразительный экшен с прилаженными для галочки ролевыми элементами и механикой образца 2006 года.